# Maestro(s)
Maestro(s) ist ein französischer Film aus dem Jahr 2022. Regie führte Bruno Chiche.

## Handlung
François Dumar und sein Sohn Dennis sind Dirigenten und der Vater reagiert eifersüchtig auf den Erfolg seines Sohnes. Eines Tages bekommt Francois eine Berufung als Dirigent an die Mailänder Scala. Es stellt sich aber heraus, dass die Namen verwechselt wurden und die Anstellung für Denis vorgesehen war. François ist zunächst stolz auf den beruflichen Aufstieg, seine Lebensgefährtin ist aber gegen den Ortswechsel, da sie sich in Paris sehr wohlfühlt. Als Denis von der Verwechslung erfährt, ist er zunächst zögerlich, nach einer Aussprache mit seinem Vater ändert er aber seine Einstellung.
Der Film endet mit dem ersten Konzert, das Denis in der Scala dirigiert. Als Überraschungsgast kommt sein Vater auf die Bühne und assistiert ihm bei seiner Arbeit.

## Kritik
„Die Familiengeschichte um den Clash zweier unterschiedlicher Männertypen ist wie eine Oper mit mehreren Akten angelegt und arbeitet die Höhen und Tiefen in der Beziehung zwischen Vater und Sohn musikalisch und emotional einfühlsam auf..“